# بيكا (مغنية)
بيكا (بالإنجليزية: Becca)‏ هي مغنية غانية، ولدت في 15 أغسطس 1984 في كوماسي في غانا.

## وصلات خارجية
- بيكا على موقع ميوزك برينز (الإنجليزية)